# Fußgängerüberweg

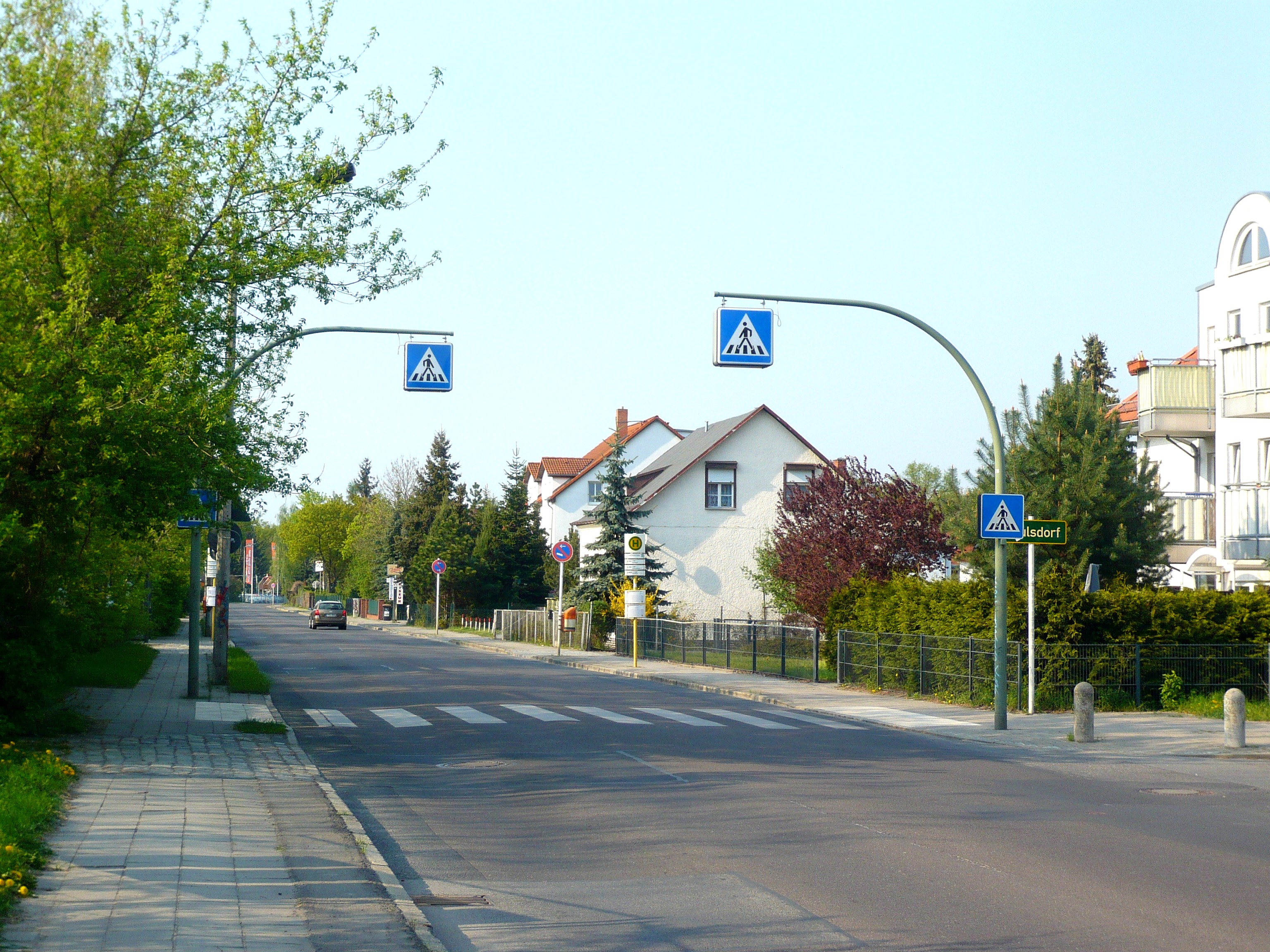
Fußgängerüberweg mit „Zebrastreifen“ und Verkehrszeichen 350-10

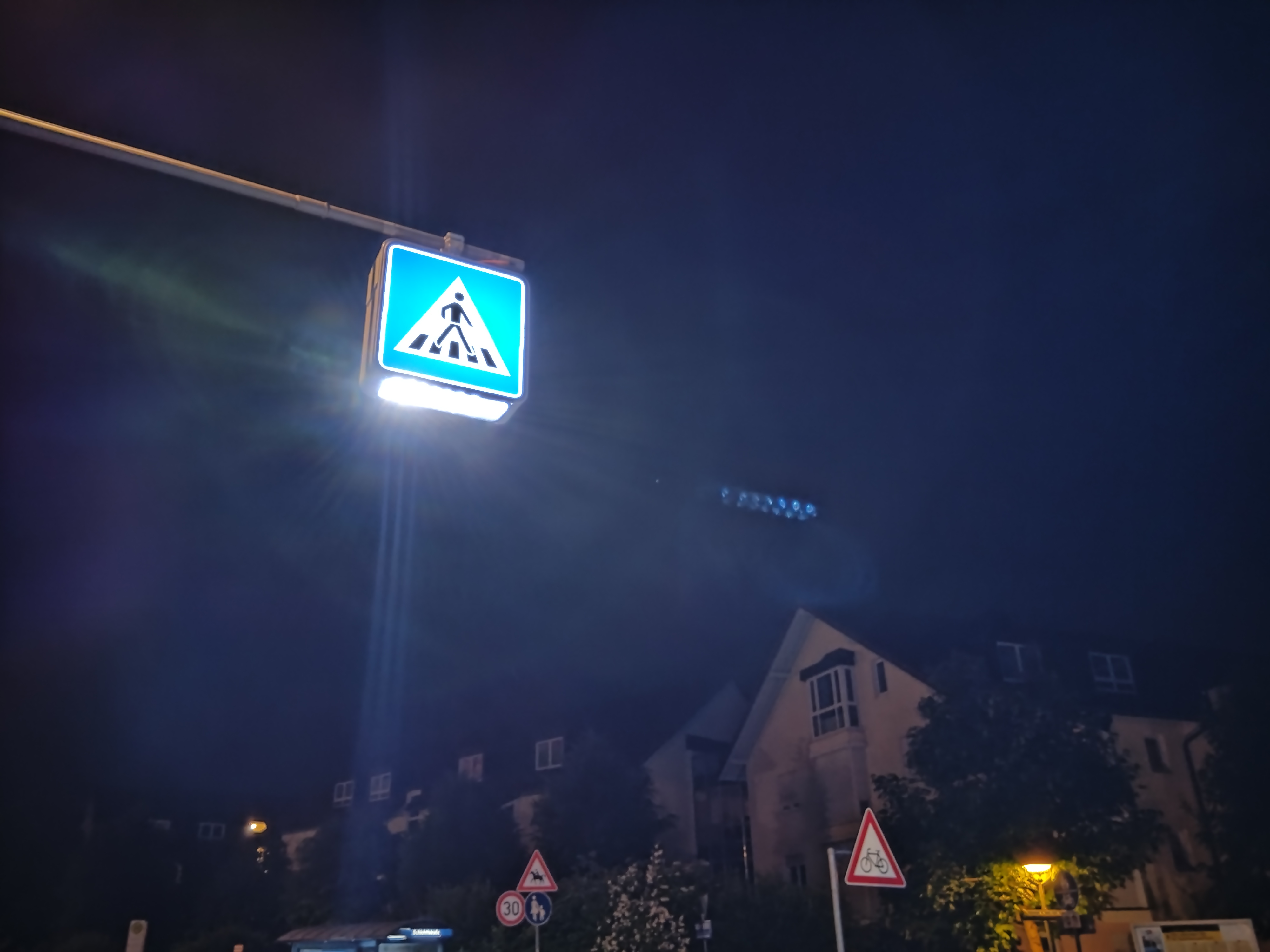
Eingeschaltetes Verkehrszeichen 350 bei Nacht

In Deutschland wird der Fußgängerübergang als Fußgängerüberweg (amtliche Abkürzung FGÜ, früher amtlich Dickstrichkette) bezeichnet, das ist eine Querungsanlage auf Straßen für Fußgänger und Rollstuhlfahrer. Ein Fußgängerüberweg ist neben dem Hinweis mit entsprechender Beschilderung durch breite Linien auf der Fahrbahn (umgangssprachlich  Zebrastreifen genannt) gekennzeichnet, die ebenfalls als Verkehrszeichen dienen.
Der Fußgängerüberweg ist im Gegensatz zur Fußgängerüberführung oder -unterführung immer ebenerdig.
Da zwischen Gehsteig und Fahrbahn in den meisten Fällen ein Niveauunterschied (Stufe) besteht, wird die Bordsteinkante an Fußgängerüberwegen in der Regel abgesenkt oder abgeschrägt, um ein leichteres Überqueren auch mit Kinderwagen, Rollstühlen oder Handkarren zu ermöglichen.

## Schutzwege und Fußgängerüberwege

### Geschichte

Bild 30b der StVO-Novelle von 1938 (Deutsches Reich)

Bild 4a: Fußgängerüberweg, Warnzeichen aus der StVO von 1953 (BRD)

Fußgängerüberweg mit Blinkleuchte in der BRD (1956–1964)

Der Zebrastreifen in dem seit 1964 gültigen Bild 30c, das seit 1971 als Zeichen 293 gesetzlich vorgeschrieben ist (BRD)

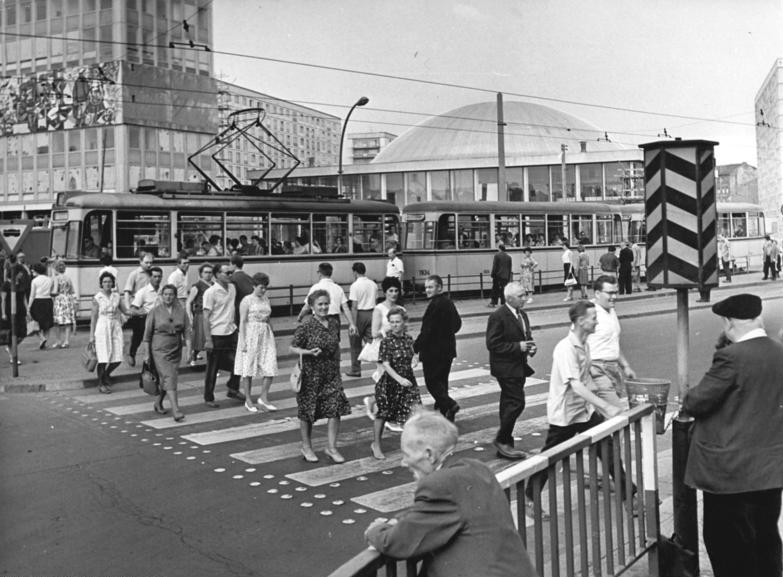
Fußgängerschutzweg mit Ampel in der DDR (1964–1977)

Vor 1938 fanden im Deutschen Reich lediglich lokale gesetzliche Anordnungen für Schutzwege, wie Fußgängerüberwege für Jahrzehnte teilweise auch in Deutschland hießen, Verwendung. Nach der Berliner Straßenordnung von 1929 konnten Schutzwege eingerichtet werden, die gedacht „oder durch Linien oder in anderer Weise auf der Fahrbahn gekennzeichnete Fußgängerüberwege über die Fahrbahn“ führten. Außerdem sah die Verordnung runde, rot umrandete Vorschriftszeichen vor, in deren weißer Mitte neben Richtungspfeilen die Beschriftung „Für Fußgänger“ zu sehen war.
Bereits im November 1938 wurden in Deutschland Überlegungen für einen gefahrloseren Fußgängerübergang in der neu aufgelegten Straßenverkehrs-Ordnung (StVO) erstmals reichsweit konkretisiert. Die Novelle enthielt – ohne im Gesetzestext näher darauf einzugehen – mit Bild 30a und Bild 30b zwei Zeichen, die als Fahrbahnmarkierung und Verkehrszeichen eine Einheit bilden konnten. Die Markierung sah eine über die gesamte Straßenbreite gezogene Haltlinie an Einmündungen von Nebenstraßen in Hauptstraßen vor, die noch vor dem eigentlichen, ansonsten unmarkierten Fußgängerübergang lag. Zusätzlich war das neu eingeführte Halt-Schild – das bis 1971 in der Bundesrepublik Deutschland als Stop-Schild weiterexistierte – am rechten Fahrbahnrand neben der Haltlinie aufgestellt. Zwei zehn Meter lange, parallel zur Fahrbahn geführte gestrichelte Linien sollten den an die Linie kommenden Autofahrer abbremsen.
London erhielt erst 1948 erste Straßenmarkierungen für Fußgänger mit punktierten Linien, wobei dort anfangs die Farben Gelb und Blau in abwechselnder Folge genutzt wurden. Am 19. September 1949 wurden in Genf das Abkommen über den Straßenverkehr, das Protokoll über Straßenverkehrszeichen sowie die Schlussakte der Konferenz der Vereinten Nationen über den Straßen- und Kraftfahrzeugverkehr unterzeichnet. Hierbei fand erstmals der Zebrastreifen in seiner heutigen Form eine Erwähnung. Die erste historisch gesicherte Aufbringung von zwölf Zebrastreifen fand am 8. Juli 1952 in München statt. Am 24. August 1953 führte der Gesetzgeber die Fußgängerüberwege bundesweit ein. Mit der für die Bundesrepublik Deutschland am 1. September 1953 in Kraft getretenen ersten Nachkriegsnovelle der StVO von 1938 wurde mit Paragrafen 26 und Bild 4b erstmals der an seinen beiden Rändern gestrichelte Fußgängerüberweg (Ausführung A) und der Zebrastreifen (Ausführung B) als Warnzeichen eingeführt. Außerdem kam mit Bild 4a ein Verkehrsschild als Warnzeichen zum Einsatz, das vor den Übergängen aufgestellt wurde.
In der DDR fand bis 1956 keine fundamentale Veränderung der Straßenverkehrs-Ordnung statt. Mit der am 4. Oktober 1956 in Kraft getretenen neuen StVO, die ab dem 23. November 1956 auch für den Ost-Berliner Sowjetsektor galt, wurde wie bereits 1953 im Westen ein Warnzeichen eingeführt, das einen Übergang für Fußgänger markierte. Diese Übergänge wurden häufig mit zwei parallel verlaufenden weißen, runden Markierungen oder mit Pflasternägeln markiert.
Mit der nächsten umfassenden StVO-Novelle für die Bundesrepublik, die bereits am 1. Mai 1956 in Kraft trat, wurde ein erweitertes Konzept des Fußgängerübergangs eingeführt: Neben den beiden weiterhin als Warnzeichen gültigen Fußgängerüberwegen wurde nun als Gebots- beziehungsweise Verbotszeichen der Zebrastreifen mit je einer von einem rot-weißen Haltemast getragenen Blinkleuchte auf beiden Straßenseiten in die Straßenverkehrs-Ordnung (Bild 30c) aufgenommen. Sobald die Blinklichter zu leuchten begannen, musste der Autofahrer dem Fußgänger Vorrang geben und vor dem Zebrastreifen anhalten, bis die Lichter erloschen. Dieses nur in einigen Städten bedingt genutzte System wurde bereits zum 1. Juni 1964 abgeschafft und aus der StVO gestrichen, da meist in den Städten und Gemeinden die Mehrkosten für die Anschaffung, den Bau und den Erhalt der elektrischen Blinklichter gescheut wurden. Stattdessen wurde seitdem den Fußgängern auf dem Zebrastreifen ganz allgemein der Vorrang vor dem Automobilverkehr gegeben. Die sogenannte Lex Zebra wurde damals kontrovers diskutiert, der ADAC sah sie beispielsweise kritisch.
In der DDR verlief die Entwicklung ähnlich. Zwar wurde der Zebrastreifen selbst nicht als eigenständiges Zeichen in die Straßenverkehrs-Ordnung aufgenommen, doch fand er insbesondere in den Großstädten Verwendung. Doch auch dort blieben gesicherte Fußgängerschutzwege, wie die Übergänge in der DDR weiterhin hießen, bis zur Wende aufgrund des überschaubaren Verkehrsaufkommens meist die Ausnahme. Bereits 1964 wurde in der DDR die zweite Neufassung einer StVO vorgelegt und mit Bild 59 eine mit dem westdeutschen Blinklicht korrespondierende schwarz-gelb gestreifte Ampel für Fußgängerschutzwege eingeführt, die jedoch in noch weit geringerem Maße als das Blinklicht zum Einsatz kam. Dies führte dazu, dass die Ampel mit dem Inkrafttreten einer neuen StVO am 1. Januar 1978 wieder abgeschafft wurde.
Im Vorgriff auf die am 1. März 1971 neu eingeführte StVO der Bundesrepublik Deutschland wurden am 31. Januar 1966 etliche überarbeitete und neue Verkehrszeichen eingeführt; darunter war auch das internationale blaue Hinweiszeichen mit dem weißen Dreieck in seiner Mitte, in dem das Sinnbild für den Fußgängerüberweg, wie es auch im Warnzeichen enthalten war, wiedergegeben wurde.

### Heutige Situation

Richtzeichen 350-10 „Fußgängerüberweg“ (Deutschland)

Gefahrzeichen 101-11 „Fußgängerüberweg“ (Deutschland)

Zebrastreifen dienen heute gleichzeitig als Hinweis auf das Haltverbot auf dem Fußgängerüberweg sowie bis zu fünf Meter davor (§ 41 „Vorschriftzeichen“ Absatz (1) StVO i. V. m. Anlage 2 StVO). Als Hinweis auf den Fußgängerüberweg dient das stehende Richtzeichen 350. In wartepflichtigen Zufahrten ist dieses Zeichen aber in der Regel entbehrlich. An besonderen Gefahrenstellen kann ergänzend auch das Gefahrzeichen 101 aufgestellt werden. Das Zeichen 350 ist im Standard 70 × 70 cm groß, hängt entweder an einem Mast befestigt neben dem Überweg oder über dem Überweg in Form einer Laterne.
Die Striche und die Lücken der Straßenmarkierung haben in der Regel eine Breite von 50 cm. Ein Zebrastreifen ist mindestens 3 Meter lang. Wird ein Zebrastreifen in einer Kurve oder Eckausrundung angebracht, muss der kürzeste Streifen mindestens auf 50 cm Länge die volle Strichbreite von 50 cm besitzen. Auf Verkehrsinseln werden keine Zebrastreifen markiert.

## Straßenverkehrs-Ordnung
Den Vorrang von Fußgängern auf Fußgängerüberwegen regelt die Straßenverkehrs-Ordnung (StVO). Fahrzeugführer, die:
- einem Bevorrechtigten nicht das Überqueren der Fahrbahn ermöglichen, obwohl dieser den Fußgängerüberweg erkennbar benutzen will, oder
- nicht mit mäßiger Geschwindigkeit an den Fußgängerüberweg heranfahren, oder
- an einem Fußgängerüberweg überholen,

können mit einem Bußgeld von 80 Euro und einem Punkt im Fahreignungsregister belegt werden. Für Fußgänger besteht entgegen verbreiteter Meinung keine grundsätzliche Pflicht zum Benutzen von Fußgängerüberwegen, siehe aber § 25 StVO. Straßenbahnen müssen an Fußgängerüberwegen nicht anhalten.

„(1) An Fußgängerüberwegen haben Fahrzeuge mit Ausnahme von Schienenfahrzeugen den zu Fuß Gehenden sowie Fahrenden von Krankenfahrstühlen oder Rollstühlen, welche den Überweg erkennbar benutzen wollen, das Überqueren der Fahrbahn zu ermöglichen. Dann dürfen sie nur mit mäßiger Geschwindigkeit heranfahren; wenn nötig, müssen sie warten.

(2) Stockt der Verkehr, so dürfen Fahrzeuge nicht auf den Überweg fahren, wenn sie auf ihm warten müssten.

(3) An Überwegen darf nicht überholt werden.

(4) Führt die Markierung über einen Radweg oder einen anderen Straßenteil, so gelten diese Vorschriften entsprechend.“

„(3) Wer zu Fuß geht, hat Fahrbahnen unter Beachtung des Fahrzeugverkehrs zügig auf dem kürzesten Weg quer zur Fahrtrichtung zu überschreiten, und zwar, wenn die Verkehrslage es erfordert, nur an Kreuzungen oder Einmündungen, an Lichtzeichenanlagen innerhalb von Markierungen oder auf Fußgängerüberwegen (Zeichen 293). Wird die Fahrbahn an Kreuzungen oder Einmündungen überschritten, so sind dort angebrachte Fußgängerüberwege oder Markierungen an Lichtzeichenanlagen stets zu benutzen.“

Die Einschränkung auf gehende bzw. fahrende Verkehrsteilnehmer in § 26 Abs. 1 StVO besteht erst seit der Neufassung der Straßenverkehrsordnung im Jahr 2013. Zuvor galt die Regelung allgemein gegenüber „Fußgängern sowie Fahrern von Krankenfahrstühlen oder Rollstühlen, welche den Überweg erkennbar benutzen wollen“, unabhängig von deren Bewegungszustand.

### Kreisverkehre
Teilweise werden Fußgängerüberwege auch in den Zu- und Abfahrten innerörtlicher Kreisverkehre eingesetzt. Bei den Ausfahrten stellen diese allerdings nur eine Verdeutlichung des stets bestehenden Vorrangs des Fußgängers vor dem abbiegenden Fahrzeug dar.
Ein zusätzliches Recht hat Fußverkehr dort nur gegenüber in den Kreisverkehr einbiegenden Fahrzeugen.
Ähnliches gilt an normalen Kreuzungen beim Abbiegen in eine Querstraße, über die ein Fußgängerüberweg markiert ist, bzw. beim Einfahren aus dieser.

## Radfahrer

### Queren der Fahrbahn

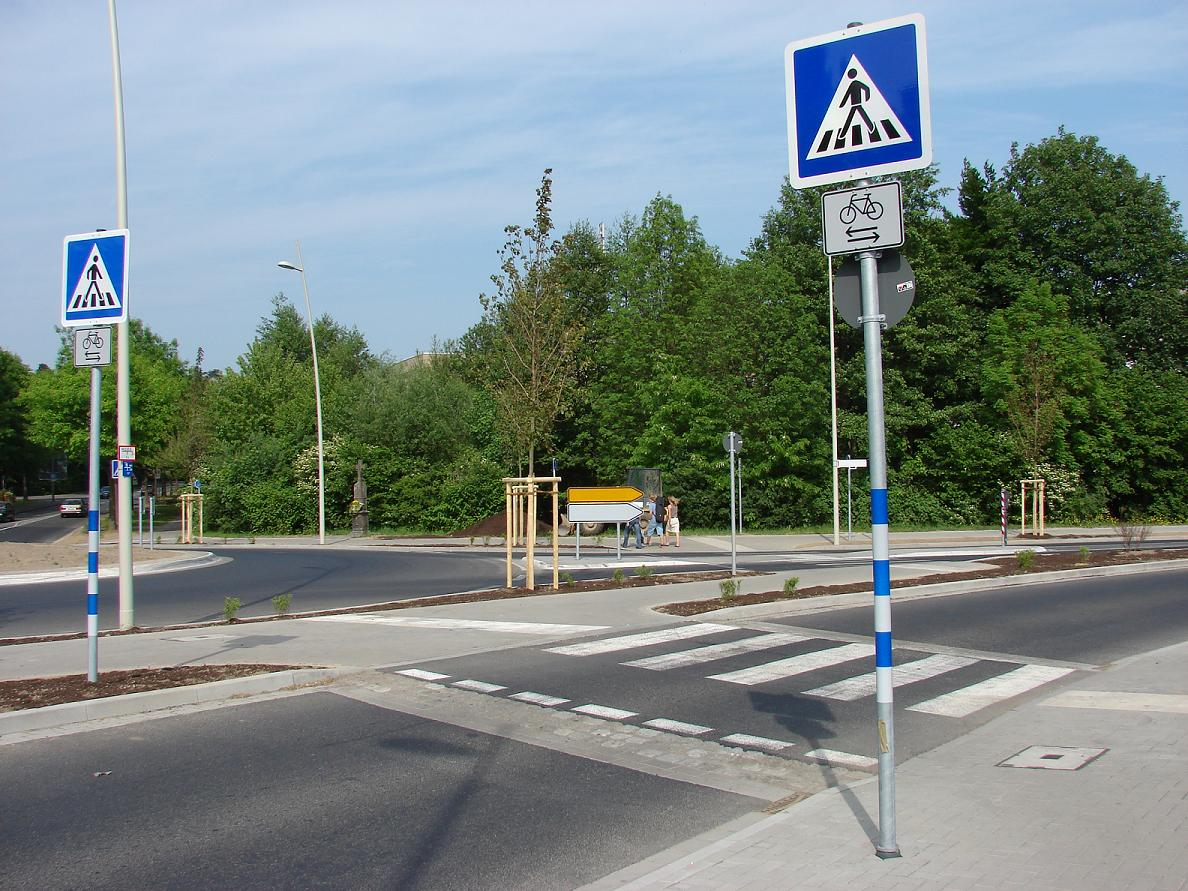
Hinweis für Kraftfahrer, dass querende Radfahrer Vorrang haben (unzulässige Beschilderung; korrekt wäre Zeichen 205 „Vorfahrt gewähren“)

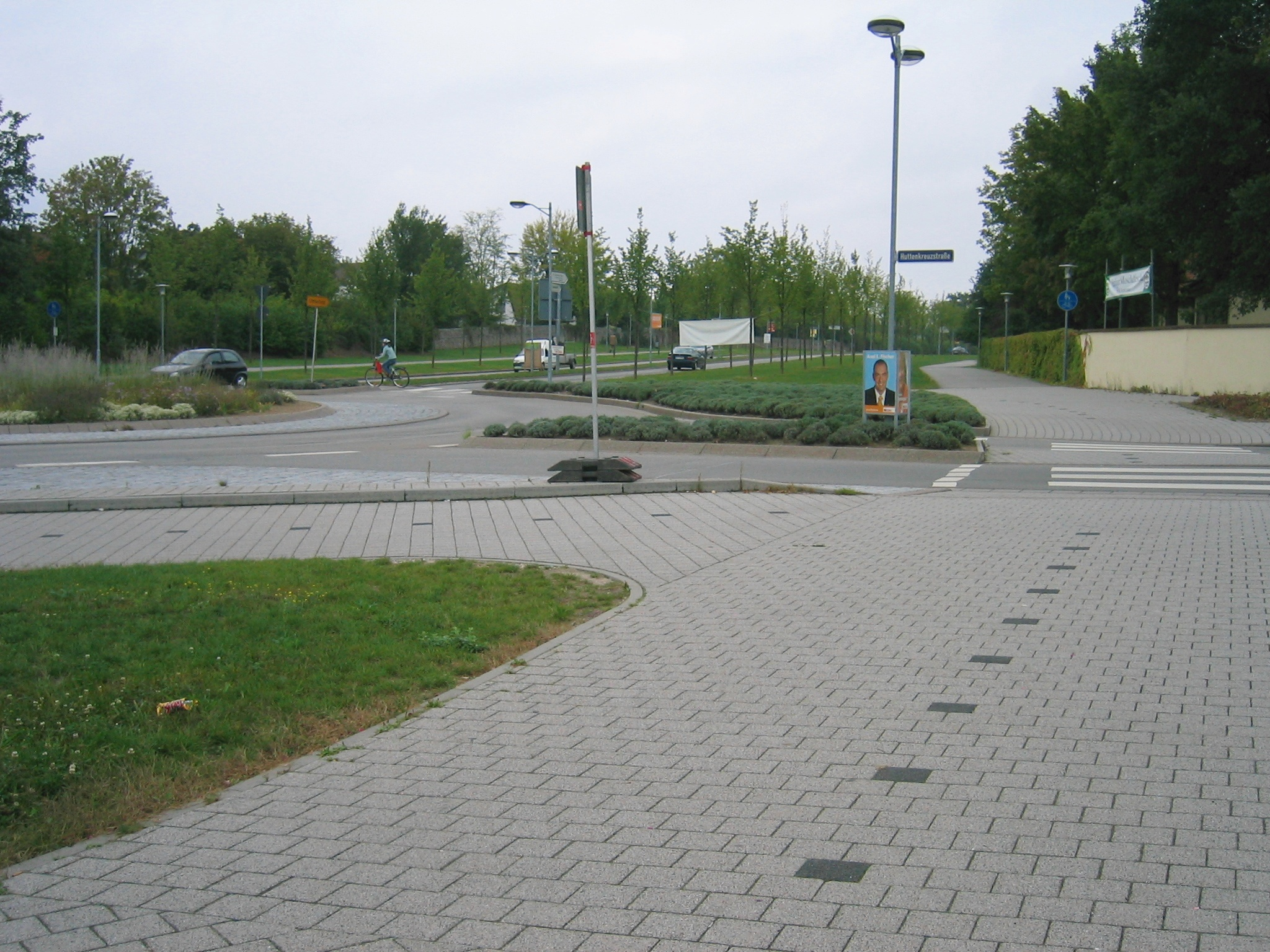
Fußgängerüberweg im Kreisverkehr mit Vorrang für Radfahrer

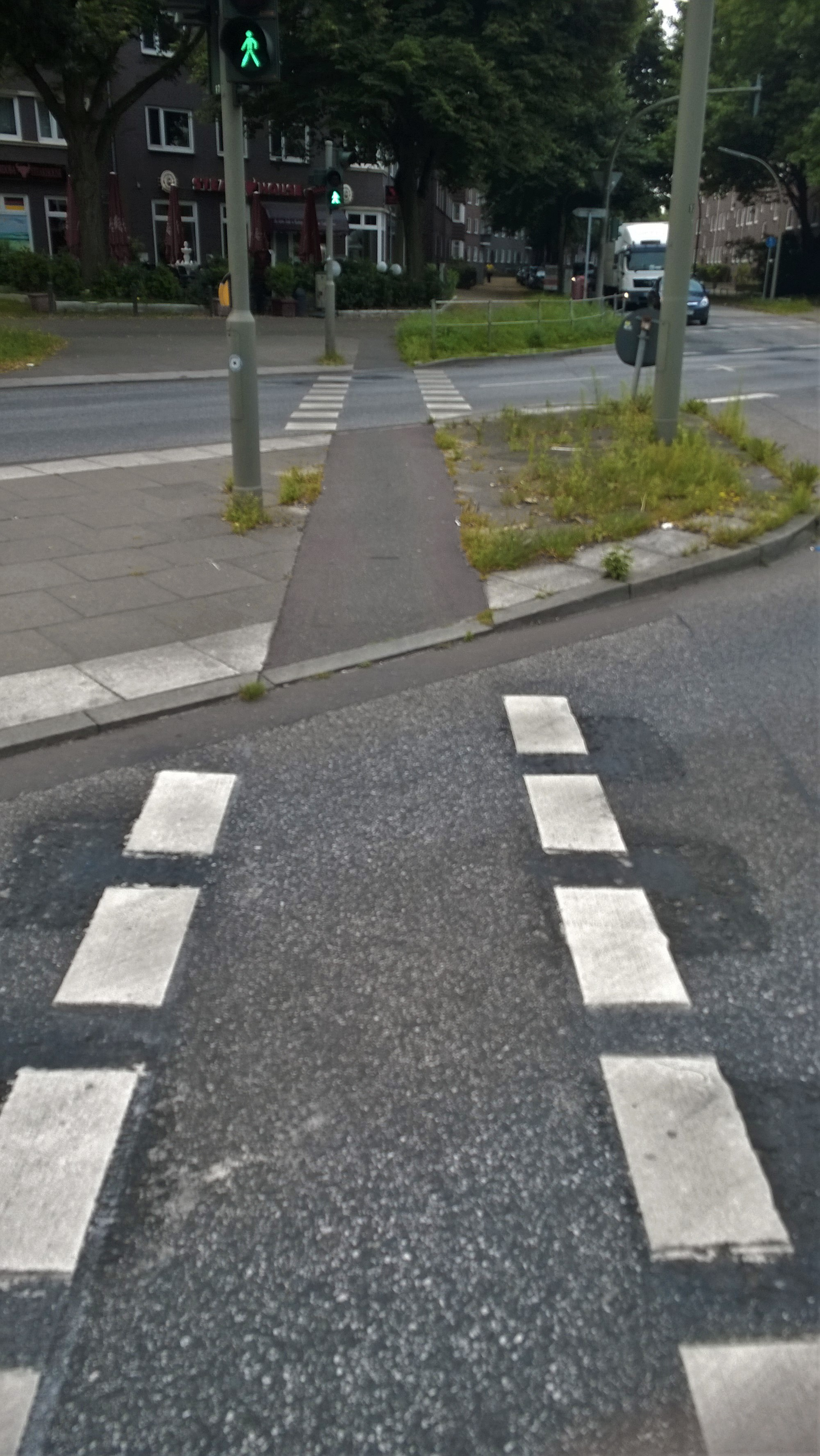
Radwegefurt mit neuer (Vordergrund) und alter Markierungsart (Hintergrund)

Laut § 26 der StVO haben an einem Fußgängerübergang „Fahrzeuge mit Ausnahme von Schienenfahrzeugen den zu Fuß Gehenden sowie Fahrenden von Krankenfahrstühlen oder Rollstühlen, welche den Überweg erkennbar benutzen wollen, das Überqueren der Fahrbahn zu ermöglichen“. Insofern kommt Radfahrern nicht jene verkehrsrechtliche Sonderstellung zu, die den ansonsten genannten Verkehrsteilnehmern eingeräumt wird.
Zur Rechtslage an Zebrastreifen heißt es beim ADAC: „Der Vorrang an einem Fußgängerüberweg mit Zebrastreifen (Zeichen 293) gilt zwar ausschließlich für Fußgänger und Rollstuhlfahrer. Aber ein Radfahrer darf über den Zebrastreifen fahren, muss dabei allerdings den Querverkehr durchfahren lassen. Wenn ein Radfahrer möchte, dass der Verkehr wie bei Fußgängern anhält, muss er dort absteigen und sein Rad über den Zebrastreifen schieben.“
Für Verkehrsteilnehmer, die mit dem Rad fahren, gibt es kein grundsätzliches Verbot, einen Zebrastreifen zu befahren. Das ist ihnen erlaubt, sofern sie von einem als gemeinsamem Fuß- und Radweg markierten Weg kommen, auch wenn das nicht richtlinienkonform ist (siehe unten). Von einem reinen Gehweg kommend, ist es nicht erlaubt. 
Wer mit dem Fahrrad abbiegen oder wenden will, hat sich an § 9 StVO zu halten und für jene, die vom Fahrbahnrand anfahren oder von einem Grundstück oder „anderen Straßenteilen“ einfahren möchten, gilt § 10 StVO. Vorrang oder – als eine Teilmenge dessen – Vorfahrt haben Radfahrende nur, wenn sie auf einem Radweg eine querende Straße überquert haben und dann, den Zebrastreifen nutzend, links abbiegen wollen. Wenn sie dabei einer Vorfahrtsstraße folgen, haben sie mitunter Vorfahrt gegenüber Fahrzeugen auf der Querstraße, wie dies zum Teil bei innerörtlichem Kreisverkehr der Fall ist (siehe Bild).
Als Fußgänger im Sinne des § 26 StVO gelten abgestiegene Radfahrer und, laut Urteil des Kammergerichts Berlin, Personen, die ein Fahrrad „rollernd“ etwa wie einen Tretroller benutzen.
Bei gemeinsamen Geh- und Radwegen dürfen Fußgängerüberwege gemäß den Richtlinien für die Anlage und Ausstattung von Fußgängerüberwegen (R-FGÜ 2001) nicht angeordnet werden. Allerdings sind die Richtlinien nicht verbindlich und haben keine Auswirkung auf Fragen von Befahren, Vorrang oder Vorfahrt.
Anders als die deutsche Straßenverkehrs-Ordnung kennt das Straßenverkehrsrecht anderer Staaten wie beispielsweise Österreich eine Radfahrerüberfahrt als eine Art Schutzweg, auf dem Radfahrende eine Sonderstellung und Vorrechte gegenüber anderen Verkehrsteilnehmern haben. 

#### Queren an Kreisverkehren

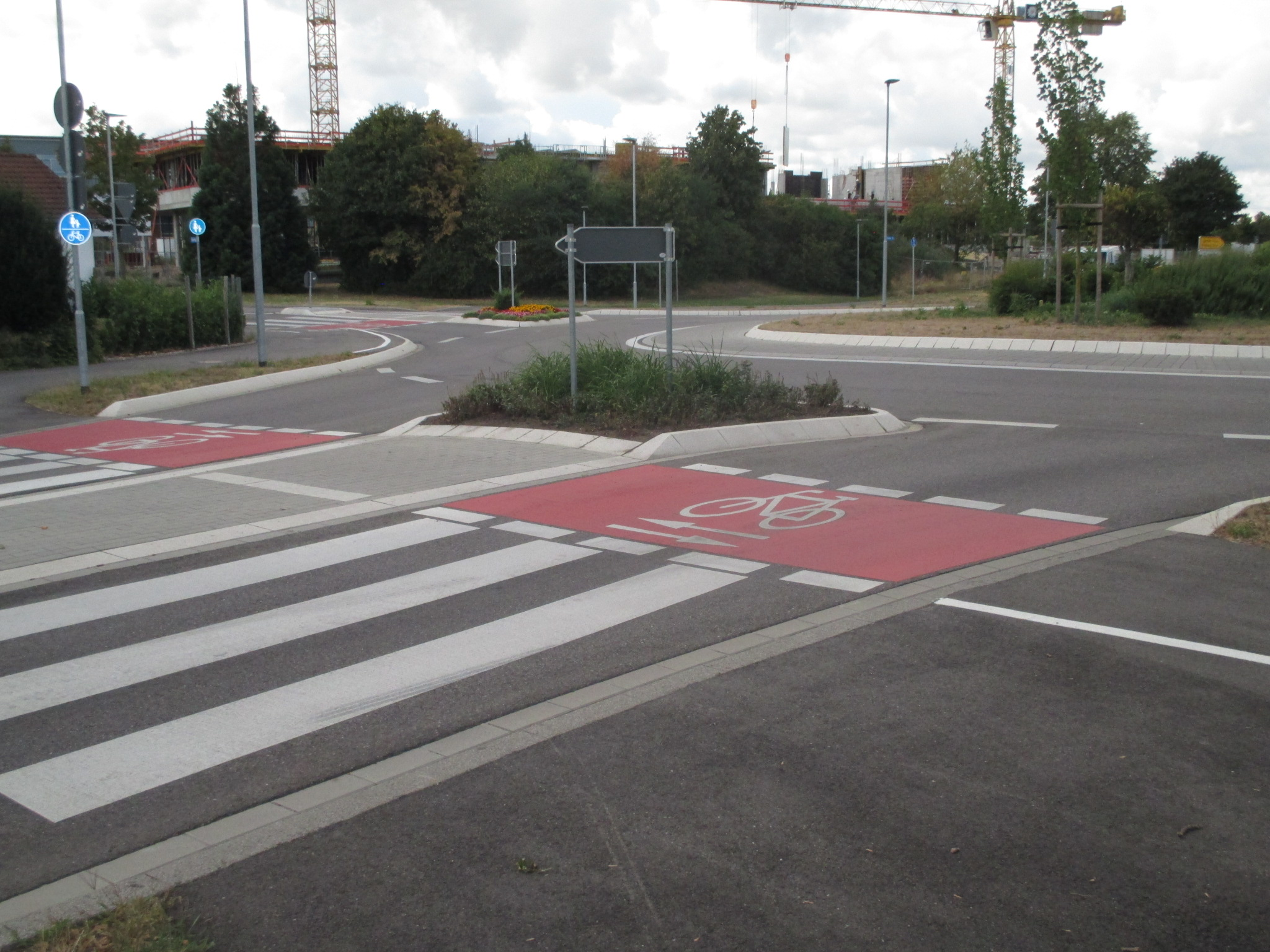
Kombinierte Querungsanlage für Fahrräder und Fußgänger an einem Kreisverkehr (Bad Krozingen, August 2018)

Bei parallel zur Kreisfahrbahn um einen Kreisverkehr führenden Radwegen haben auch querende Radfahrer in der Regel Vorrang bzw. Vorfahrt vor ein- oder ausfahrenden Kraftfahrzeugen, jedoch nicht wegen des Fußgängerüberwegs, sondern weil der Radweg eine eigene, in Hauptrichtung durchgehende Fahrspur des Gesamtverkehrswegs darstellt. Die Regel gilt auch dann, wenn der Überweg durch Verkehrsinseln oder Grünstreifen vom allgemeinen, kreisförmigen Fahrstreifen abgetrennt ist. Die Radspur selbst sollte dabei trotz des gegebenen Vorfahrtsrechts keine Zebra-Markierung haben. Zur Verdeutlichung der Vorfahrtsregelung sollten dabei die Zeichen  und  vor der Furt stehen. Es kann weiterhin ein Zusatzzeichen  angebracht sein. Auch aus der Richtung des Kreisverkehrs an der Ausfahrt ist Zeichen  mit Zusatzzeichen  möglich.
Insbesondere außerorts findet man Kreisverkehre ohne Fußgängerüberwege mit weiter abgesetzten Radwegen, bei denen den Radfahrern mit einem kleinen „Vorfahrt gewähren“  der oben beschriebene Vorrang gegenüber Ab- bzw. Einbiegern genommen wird. Vereinzelt findet man diese Beschilderung für Radfahrer auch kombiniert mit Fußgängerüberwegen.

### Längs der Fahrbahn
Davon unabhängig sind Radfahrer „in Richtung der Streifen“ auf der Fahrbahn gemäß § 26 StVO als Führer eines längs fahrenden Fahrzeugs wie Fahrer aller anderen solchen (nicht schienengebundenen) Fahrzeuge gegenüber den in § 26 StVO aufgezählten Benutzern des Fußgängerüberwegs wartepflichtig.
Fährt der Radfahrer auf einer Radverkehrsanlage parallel zur Fahrbahn, ist er nach § 26 Abs. 4 StVO nur wartepflichtig, wenn der Fußgängerüberweg auch auf dieser markiert wurde. Dies sollte nach den aktuellen Markierungsrichtlinien überall der Fall sein. Vor allem wenn der Radweg direkt an die Fahrbahn grenzt, fehlt sonst eine Wartemöglichkeit für Fußgänger. Insbesondere bei von der Fahrbahn weiter abgesetzten Radwegen ist dies oft nicht umgesetzt, so dass hier keine Wartepflicht für den Radfahrer erwächst. Allgemeine bzw. sonstige Pflichten, wie etwa zum vorausschauenden Fahren und dem Gebot der Rücksichtnahme zum Schutz von Gesundheit und Leben anderer, gelten davon unbeeinträchtigt.

## Verwaltungsvorschrift und Ländererlasse
Detaillierte Angaben zur Anlage von Zebrastreifen liefern die Verwaltungsvorschrift (VwV-StVO) zu § 26 StVO und die Richtlinien für die Anlage und Ausstattung von Fußgängerüberwegen (R-FGÜ 2001) des BMVBW. Seit der 2025 in Kraft getretenen Novelle 2025 der VwV-StVO macht diese die R-FGÜ aber nicht mehr verbindlich. Maßgeblich sind zusätzlich einzelne Ländererlasse. Für die Ausführung der Markierung sind zusätzlich die Richtlinien für die Markierung von Straßen (RMS-1 und RMS-2) relevant.
Die R-FGÜ legen die Einsatzgrenzen für Zebrastreifen fest. Es sind mindestens 50 querende Fußgänger in der Spitzenstunde und gleichzeitig mindestens 200 Kraftfahrzeuge auf der Straße erforderlich. Bei abweichenden Voraussetzungen werden andere Querungshilfen (z. B. Mittelinsel oder Fußgängerampel) empfohlen.

## Kosten und Anzahl von Neuanlagen
In Berlin wurden 2010 14 und 2011 42 Fußgängerüberwege neu angelegt. Die Kosten lagen zwischen 12.700 € und 76.600 € und im Durchschnitt bei 30.330 € pro Überweg.

## Sicherheit
Forschungsergebnisse der Unfallforschung der Versicherer (UDV) zeigen, dass richtig geplante und ausgestattete Zebrastreifen in Deutschland eine, unabhängig von der Kraftfahrzeugbelastung, vergleichbare Sicherheit bieten können wie Fußgängerampeln. Besonders wichtig sind eine gute Erkennbarkeit durch auffällige Beschilderung und Markierung, gute Sichtbeziehungen auf den Zebrastreifen und die Wartefläche (insbesondere durch effektives Freihalten von am Fahrbahnrand parkenden Fahrzeugen) und die Einhaltung der zulässigen Geschwindigkeit (maximal 50 km/h). Wird auch nur eins dieser drei Kriterien nicht eingehalten, so kann sich das negativ auf die Sicherheit auswirken. Weitere wesentliche Gestaltungsmerkmale eines sicheren Zebrastreifens sind die Beleuchtung und eine barrierefreie Gestaltung. Mittelinseln erhöhen zusätzlich die Sicherheit von Zebrastreifen und sollten, wo immer es möglich ist, auch eingesetzt werden.
Im Jahr 2021 verunglückten 3575 Menschen auf Fußgängerüberwegen, 14 davon starben.

## Umgang mit dem Zebrastreifen
Die mit dem Zebrastreifen angestrebte Erhöhung der Sicherheit des Fußgängers beim Überqueren der Straße verkehrt sich häufig ins Gegenteil, wenn irreguläres Verhalten Platz greift.
Unfallanalysen und systematische Beobachtungen registrieren bei Erwachsenen und Kindern teils ähnliche, teils unterschiedliche Regelverstöße:
Bei vielen Fußgängern herrscht eine Art Inselverständnis vom Zebrastreifen vor mit der Meinung, dass dieser geschützte Straßenbereich in jedem Fall ihnen gehöre. Erwachsene meiden bisweilen den Umweg über den Fußgängerübergang und queren die Straße auf diagonalem Wege oder sogar bei roter Ampel. Kinder benutzen Gehwege oder sogar Zebrastreifen zum Spielen.
Gesetze und Verwaltungsvorschriften richten sich heute zunehmend nach der Wahrnehmung durch Fußgänger und Fahrbahnbenutzer. Dies schließt ein, dass ein Zebrastreifen nicht überall sinnvoll ist, wo er nach der Rechtslage eingerichtet werden könnte. Beispielsweise verweist die Stadt Nürnberg darauf, dass der Rechtsanspruch für Fußgänger auf Vorrang in der Praxis oft dazu führe, dass diese weniger auf den Fahrzeugverkehr achteten. Die Sicherheit erhöhe sich daher nur scheinbar. Umgekehrt verleiten zu viele „Zebrastreifen“ in kurzen Abständen – wie dies z. B. in Polen üblich ist – dazu, dass Fahrbahnbenutzer wartende Fußgänger ignorieren. Als eine Alternative werden Mittelinseln vorgeschlagen, da sich der Fußgänger dann nur auf eine Fahrtrichtung konzentrieren muss und die Aufmerksamkeit aller Verkehrsteilnehmer gleichermaßen gefordert sei.
Um Fehlverhaltensweisen zu begegnen, wurde im Rahmen des Karlsruher Didaktikmodells „Verkehrserziehung vom Kinde aus“ eine Lernmethode entwickelt, die alle Altersstufen auf spielerische Weise ohne Zeigefingermentalität erreicht. Der Karlsruher Verkehrskasper, von Jugendlichen und ihren Lehrern gespielt, hält den Kindern und ihren Eltern einen Spiegel ihres Verhaltens und Denkens vor und diskutiert mit ihnen über ein sinnvolles Miteinander am Zebrastreifen. Selbst erarbeitete Stücke erlauben es, über die Figuren des Lehrtheaters stellvertretend aktuelle Ereignisse und Erlebnisse ins Gespräch zu bringen und miteinander zu verarbeiten.

## Verwandte und abgeleitete Konzepte

### Streifen quer zur Fahrbahn
2008 wurden bei einem Kunstprojekt des Architekten Michael Iking im Hamburger Stadtteil Bramfeld Zebrastreifen quer zur Straßenfahrbahn markiert, um den motorisierten Verkehr mittels der optischen Barrierewirkung zu verlangsamen. Auch der Zürcher Architekturprofessor Justus Dahinden macht sich für die entsprechende grundsätzliche Neugestaltung der Querungshilfen stark.

### Zebrastreifen in 3D
In mehreren Städten, darunter in Düsseldorf und Essen, gibt es Initiativen für mit einer speziellen Maltechnik aufgetragenen 3-D-Zebrastreifen. Ein in Schmalkalden vorhandener 3-D-Zebrastreifen wurde wieder entfernt, da er einen Verstoß gegen die Straßenverkehrsordnung darstellt.

### Bunte Zebrastreifen
In Deutschland haben etwa Bonn und Braunschweig bunte „Zebrastreifen“. Da die StVO weiße Streifen vorsieht, sind diese Zebrastreifen verkehrsrechtlich nur eine Markierung ohne Funktion.

## Trivia
In Deutschland behauptet die Zeitung Hamburger Abendblatt, Urheber des Begriffs Zebrastreifen zu sein. Die Zeitung will 1954 eine Aktion der Stadt Hamburg begleitet haben, in der die rücksichtsvollsten Autofahrer ausgezeichnet werden sollten: die Aktion Zebra. „Zebra“ soll als Akronym für „Zeichen eines besonders rücksichtsvollen Autofahrers“ gestanden haben.